# Michael Griffin (cầu thủ bóng đá)
Michael Griffin (sinh tháng 4 năm 1887) là một cầu thủ bóng đá người Anh từng thi đấu ở vị trí tiền đạo.